# TÖMER
El Centro de Enseñanza e Investigación en Turco y Lenguas Extranjeras de la Universidad de Ankara , TÖMER fue fundado en 1984 por Mehmet Hengirmen con el fin de enseñar el turco como lengua extranjera. Importants instituciones como British Council, Goethe Institut, Instituto Cervantes y la Alliance Française sirvieron de modelos para la constitución del centro.

## Historia
Inicialmente el TÖMER funcionó en el edificio principal de la Facultad de Letras de la Universidad de Ankara. En años posteriores las clases y las unidades administrativas fueron trasladadas al instituto de Ciencias Sociales y al Departamento de Morfología. Además del turco, el TÖMER inició impartiendo clases de inglés en 1986, y de alemán en 1987. En 1989 el francés fue incluido a la lista de idiomas enseñados en el instituto.
La Universidad de Ankara abrió varias sedes en la República del Norte de Chipre, en Berlín y Fráncfort sin embargo, prestó sus servicios por poco tiempo. Las sedes en Estambul y Esmirna fueron las primeras en ser abiertas en Turquía y aún siguen en servicio. Cuando algunas repúblicas túrquicas de Asia Central obtuvieron su independencia, un amplio número de estudiantes llegaron a Turquía para sus estudios universitarios y el TÖMER abrió sus puertas en la sede de Tunalı Hilmi en Ankara. Otras seccionales fueron abiertas en Edirne, Trebisonda, Samsun, Iconio, Kayseri, Eskişehir y Antalya. Al mismo tiempo, algunos docentes de turco fueron enviados a las repúblicas túrquicas para enseñar el idioma en universidades. Algunos centros como los de Eskişehir, Iconio y Edirne fueron cerrados para dar paso a las sedes de Alanya, Ankara ORAN y Denizli.
Mehmet Hengirmen fue el presidente desde su fundación y fue reemplazado por Aypar Altınel en 2002, ella misma fue docente de turco. El actual presidente es el Profesor asistente Nadir Engin Uzun, miembro del departamento de Lingüística de la Facultad de Letras de la Universidad de Ankara.

## Organización administrativa
TÖMER tiene un total de 11 centros en Turquía que imparten clases a alrededor de 55 mil estudiantes por año académico. Las lenguas enseñadas actualmente son el turco, inglés, alemán, francés, español, italiano, ruso, japonés, griego moderno, holandés, búlgaro, chino, turco otomano, árabe, polaco y lenguas túrquicas. Como institución perteneciente a la Universidad de Ankara, imparte clases todo el año, en semana y fines de semana.

## Internacional
TÖMER participa en varios proyectos de la Unión Europea tales como:
- LANCELOT
- European Languages Web 2
- NEWAP
- LINGUA Projects
- FIRST STEPS
- EUROPODIANS